# Herman Løvenskiold (politiker)
 Der er flere personer med dette navn, se Herman Løvenskiold.
Herman Løvenskiold (født 20. juni 1869 i Oslo, død 2. februar 1927) var en norsk officer, godsejer og politiker. Han var stortingsrepræsentant for Høyre 1922-1924 og 1925-1927, hvor han repræsenterede Telemark fylke. Han ejede herregården Rafnes.
Han var søn af godsejer, cand.jur. Herman Løvenskiold (1822-1910) og Mina Heftye (1831-1899), blev student fra Aars og Voss, Oslo 1887 og tog højskoleeksamen 1893. Fra 1910 var han kommunalpolitiker i Bamble kommune.
Løvenskiold blev officer 1890, aspirant ved Generalstaben 1895, adjoint 1900 og kaptajn samme år, major og bataljonschef fra 1914, oberstløjtnant – næstkommanderende ved Telemarkens infanteriregiment nr.3 fra 1918.